# Rangrid Fossae
Le Rangrid Fossae sono una struttura geologica della superficie di Venere.